# Thárská poušť

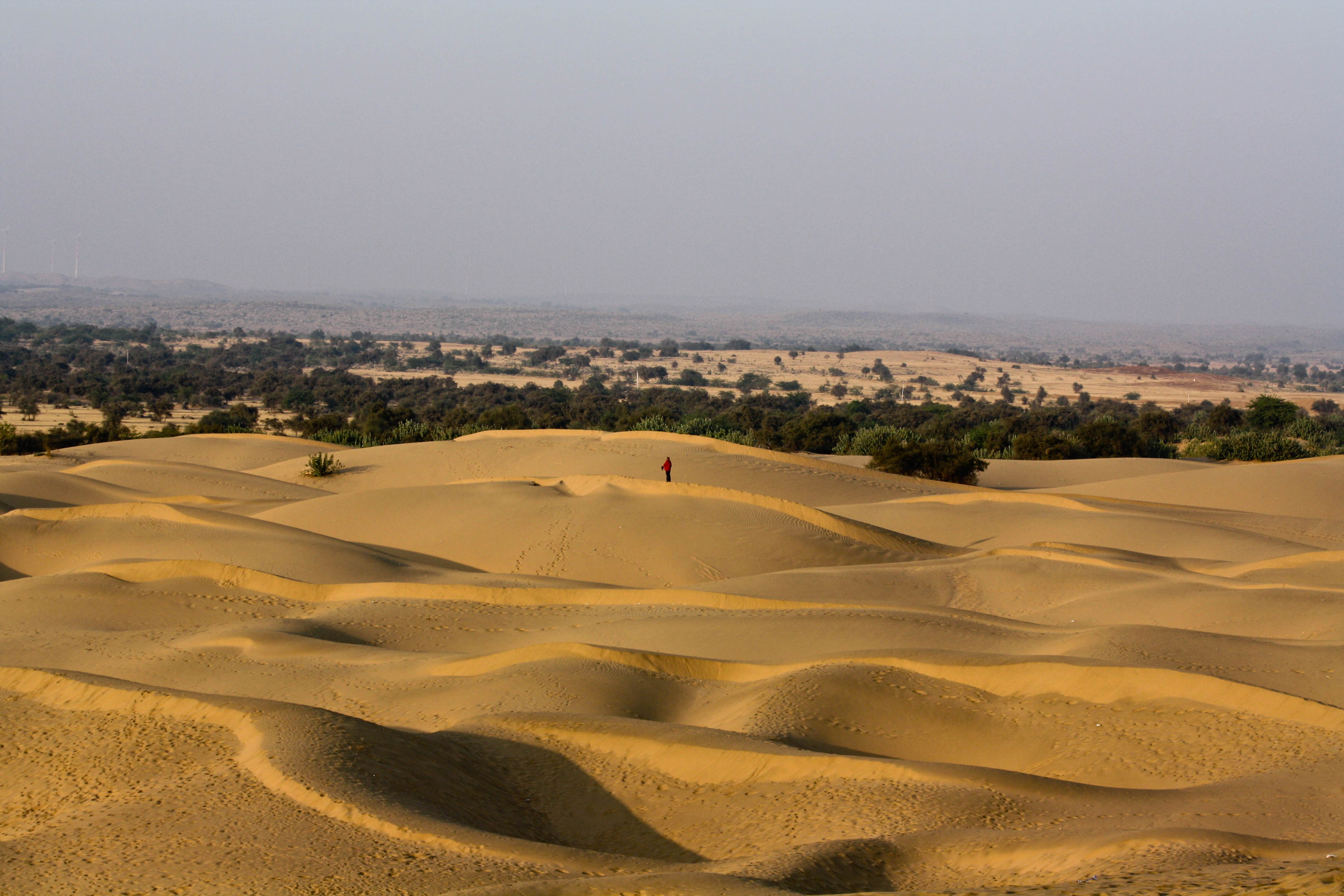
Poušť v Rádžasthánu

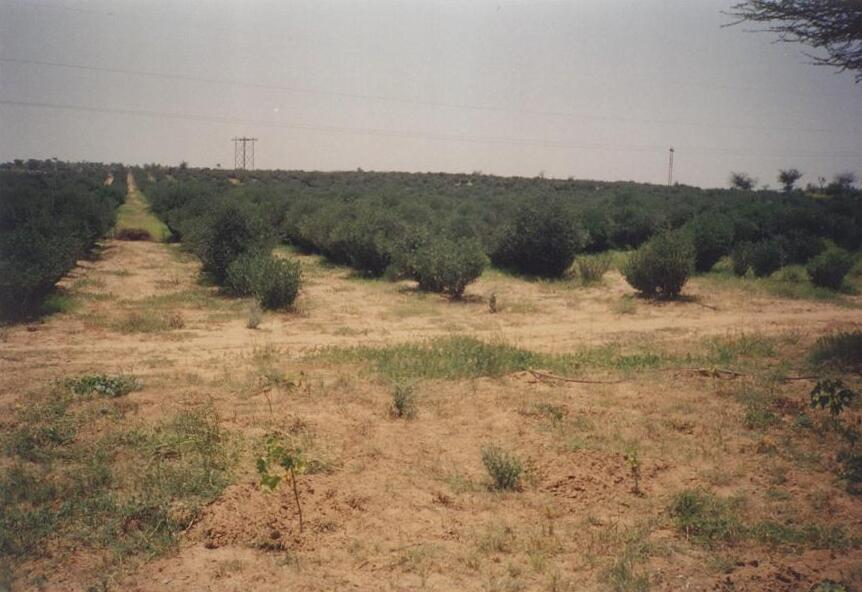
Plantáž s jojobou ve Fatehpuru

Thárská poušť (nebo také poušť Tharr nebo Velká indická poušť) je pouštní a polopouštní krajina na území indického subkontinentu ležící východně od dolního toku řeky Indus.
Na jihovýchodě Pákistánu přechází do pouště Cholistánské, která zasahuje do jihovýchodních oblastí Paňdžábu a východní části Sindhu. Jedná se z poloviny o písčitou poušť s typickými dunami. Obě pouštní oblasti zabírají celkem asi 238 700 km².
Thárská poušť, charakteristická extrémními teplotami, horkými písečnými bouřemi a po většinu roku podnebím bez deště, se zdá nehostinným místem pro jakoukoli formu života. Tato rozsáhlá oblast však zdaleka není neplodná a neobývaná – její písečné duny, travnaté porosty, skalní výčnělky a solné roviny jsou životním prostředím pro širokou škálu trav, křovin, stromů a také pro množství savců, ptáků a plazů.

## Geografie
Vedle asi dvou třetin pouště, které leží v Rádžasthánu, se zbytek pouště nachází na jihu v provinciích Harijána a Paňdžáb a na severu v Gudžarátu. Na severu poušť hraničí s řekou Satladž, na východě naráží na pohoří Aravalli, na jihu na obrovská ložiska soli (jejich anglický název je Rann of Kutch) a na západě její hranici vymezuje řeka Indus.
Rozloha Thárské pouště závisí na tom, jak velká území místní savany (která se přechodně mění v poušť) se započítají. Podle mezinárodní organizace WWF je rozloha Thárské poušti 238 700 km², severozápadní oblasti plné trnitých keřů pokrývají dalších 488 300 km².

## Původ

Prosopis cineraria je strom, kterému se v Hindštině říká Khejri.

O datu vzniku pouště se mezi vědci vedou spory. Mnozí zastávají názor, že Thárská poušť existuje již 4 000–10 000 let, podle jiných začalo území vysychat mnohem později. Podle této teorie poušť vznikla v letech 2 000–1 500 př. n. l., kdy vyschla řeka Ghaggar. Díky novým průzkumům bylo zjištěno, že důležitý dopad na toky řek v oblasti a jejich vysychání měly změny klimatu a také posuny tektonických desek.

## Typ pouště
Thárská poušť je písečnou pouští s četnými dunami, které dosahují výšky i 150 metrů. Asi 10 % pouště tvoří pohyblivé duny, zbytek se skládá z pevných dun a z dunových přechodů, skal a solných ložisek. Většinu pouště nepokrývá žádná vegetace. V těch oblastech, kde se vegetace vyskytuje, se jedná většinou o různé traviny a keře. Nejvyšší duny se nacházejí na jihu, naopak na severu dosahují i ty nejvyšší jen asi 16 metrů.
Půda té nejsušší části je převážně pískovitá, částečně jílovitá. Hlubší zemina je těžší a může obsahovat ztvrdlé částečky jílu, uhličitanu vápenatého nebo sádrovce. Kyselost půdy se pohybuje mezi 7 a 9,5 pH. Úrodnost půdy stoupá od západu na východ, voda je vzácná a nachází se v hloubkách od 30 do 120 metrů pod povrchem.

## Klima
Teploty jsou v Thárské poušti extrémně kolísavé, pohybují se od bodů mrazu v zimě, až po 50 °C v létě. Roční dešťové srážky se pohybují pod 150 mm na západě a asi 350 mm na východě na okraji pohoří Arávalí. Celkově množství srážek v oblasti klesá. Prší prakticky pouze v období dešťů, které přicházejí od jihozápadu v období od července do září.
Podobné je to s rychlostí větru: v zimě vane vítr rychlostí okolo 3 km/h, v květnu a červnu dosahuje rychlosti i 32 km/h. V létě také obvykle přicházejí písečné bouře s vichřicí o rychlosti až k 130 km/h. Podzemní voda je jen velmi těžko dostupná, navíc často znečištěná solí, z toho důvodu nejsou v poušti žádné oázy.

## Obyvatelstvo

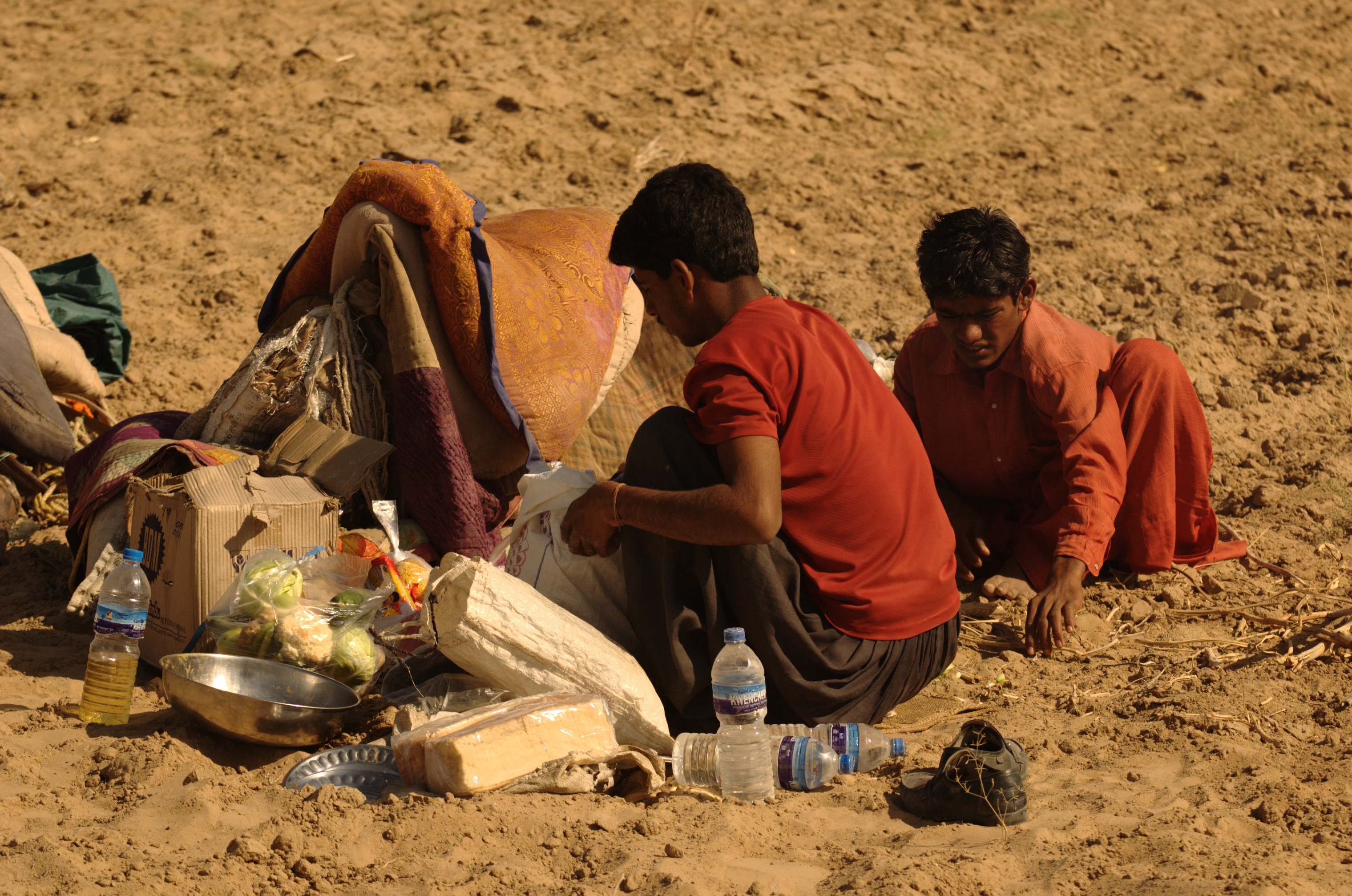
Nomádi v Thárské poušti připravují oběd.

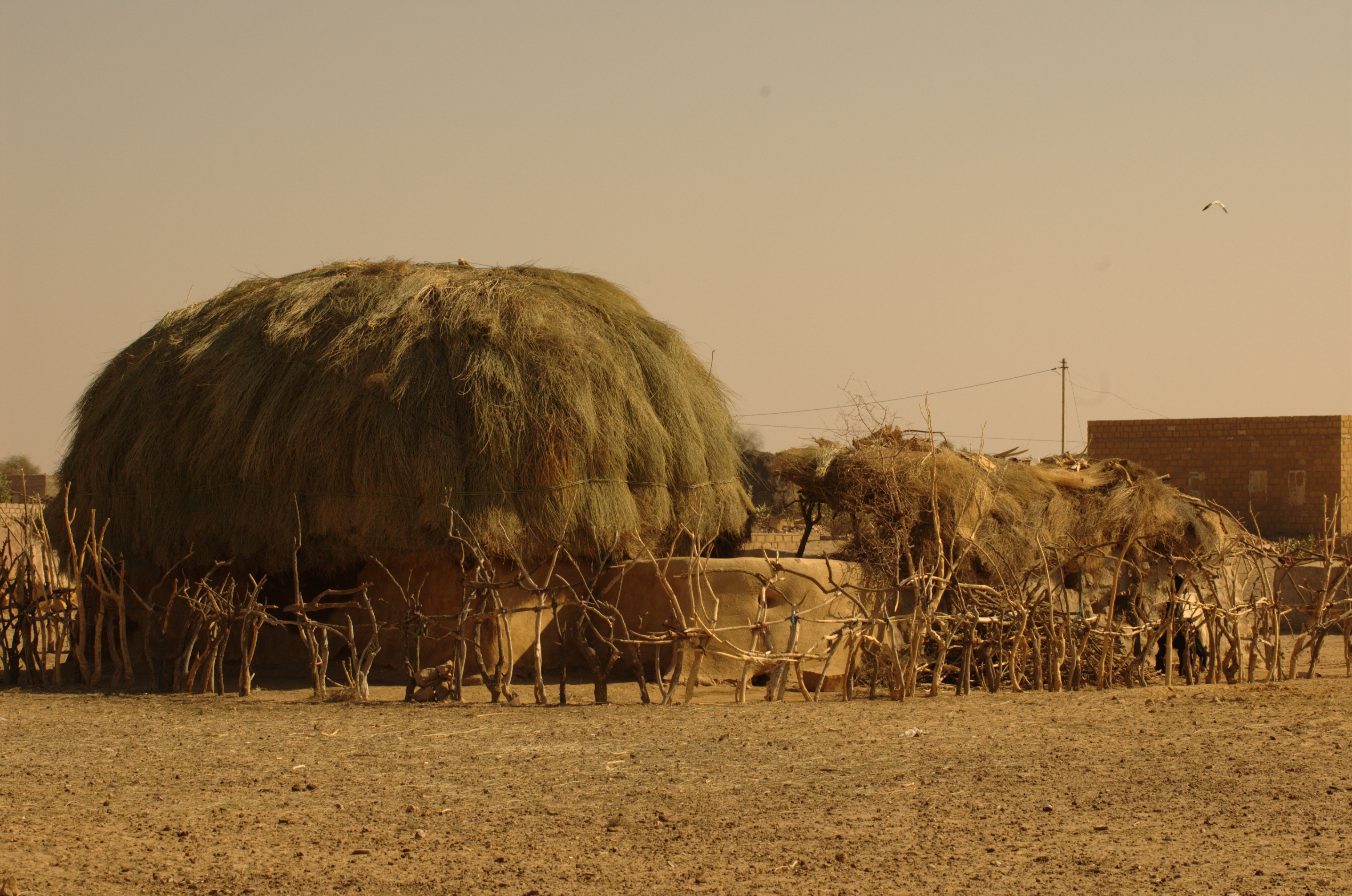
Chýše ve vesnici v Thárské poušti nedaleko hranice s Pákistánem.

Thárská poušť je obydlená převážně hinduisty, muslimy a také sikhy. Podél řeky Hakry byly nalezeny pozůstatky harappské kultury, jejíž počátky sahají až do 2. poloviny 4. tisíciletí př. n. l.
Původními obyvateli Thárské poušti jsou nomádští chovatelé dobytka, kteří již po generace pěstují ty nejušlechtilejší velbloudy v Indii. Mezi jejich zákazníky najdeme jména četných indických maharádžů. Roku 1986 byl dostavěn více než 500 km dlouhý vodní kanál, který do pouště přivádí vodu z Paňdžábu. Díky tomuto kanálu došlo v oblasti k významnému rozvoji zemědělství.
Největší pouštní města, kterými jsou Džódhpur, Džajsalmér, Bahávalpur a Haiderad, jsou spojena železnicí. Největší z nich, Džódhpur, leží v křovinaté oblasti, Bíkáner a Džajsalmér leží přímo v poušti.

## Biodiverzita

### Fauna

#### Predátoři a jejich kořist
Lišky, které jsou široce rozšířené po celé poušti, vycházejí ze svých podzemních nor a loví během chladnějších denních hodin. Liška obecná se živí savci, jako jsou pískomilové či pouštní zajíci, a také ještěrkami. Tito malí tvorové jsou snadnou kořistí pro predátory útočící ze vzduchu, jako jsou káňata, orli, sokoli nebo poštolky obecné. Sup ušatý a sup holohlavý jsou rovněž životu v Thárské poušti velmi dobře přizpůsobeni. Tito dravci se živí těly mrtvého dobytka, dokud z něj na horkém písku nezůstane jen kůže a kosti. Všichni tito pouštní predátoři získávají životodárnou vodu z potravy.